# Festival dell'Isola di Wight 1970
Il Festival dell'Isola di Wight del 1970 fu un festival di musica rock svoltosi tra il 26 e il 30 agosto 1970 ad Afton Down, in una zona rurale della parte occidentale dell'Isola di Wight in Gran Bretagna. Fu l'ultimo dei tre festival musicali consecutivi che si tennero sull'isola tra il 1968 e il 1970 e spesso riconosciuto come il più grande evento musicale del suo tempo, con una partecipazione persino maggiore a quella di Woodstock. Anche se le stime variano, il Guinness World Records indica che abbiano partecipato tra le 600.000 e le 700.000 persone. È stato organizzato e promosso dai fratelli locali, Ron e Ray Foulk attraverso la loro azienda Fiery Creations Ltd e il loro fratello Bill Foulk. Ron Smith era il responsabile del sito e Rikki Farr svolse il ruolo di maestro di cerimonie. Tra gli artisti partecipanti a questa edizione figurano:  Jimi Hendrix, The Who, The Doors, Miles Davis, Emerson, Lake & Palmer, Jethro Tull, Joni Mitchell, Joan Baez, Ten Years After, Sly & The Family Stone, e tanti altri.
I precedenti festival dell'Isola di Wight, anch'essi promossi dai Foulk, si erano già guadagnati una buona reputazione nel 1968 e nel 1969 presentando artisti come Jefferson Airplane, T. Rex, The Move, The Pretty Things, Joe Cocker, The Moody Blues, The Who e Bob Dylan.
Molti estratti di questa edizione del festival sono apparsi in dischi e video.

## Artisti
Per l'edizione del 1970, venendo dopo il successo di Woodstock dell'anno precedente, gli organizzatori decisero di alzare il tiro e fu scritturato Jimi Hendrix. Con Hendrix confermato, anche artisti come Rory Gallagher, Cactus, Chicago, The Doors, Lighthouse, The Moody Blues, The Who, Miles Davis, Joan Baez, Joni Mitchell, Jethro Tull, Sly and the Family Stone, Ten Years After, Emerson, Lake & Palmer e Free decisero di partecipare. L'evento aveva un sito magnifico ma poco pratico, poiché il forte vento soffiava il suono lateralmente attraverso il luogo, e il reparto audio doveva essere aumentato dal sistema di altoparlanti dei Pink Floyd. Gli organizzatori dovettero affrontare anche i problemi logistici legati al trasporto di circa 600.000 persone su un'isola con una popolazione inferiore a 100.000 abitanti. I servizi di trasporto sull'isola erano già messi a dura prova dall'afflusso annuale dei vacanzieri estivi.
Difficoltà politiche e logistiche portarono gli organizzatori a rendersi conto che il festival non avrebbe generato profitti e a dichiararlo "un festival gratuito", sebbene la maggior parte del pubblico avesse pagato i biglietti in anticipo e l'evento fosse stato filmato contemporaneamente. Il fallimento commerciale del festival fece sì che fosse l'ultimo evento del suo genere sull'Isola di Wight per trentadue anni.

## Difficoltà organizzative
L'opposizione al festival proposto per il 1970 da parte dei residenti dell'Isola di Wight fu molto più coordinata rispetto agli anni precedenti. L'Isola di Wight era una meta prediletta per i pensionati britannici benestanti e un paradiso per gli amanti degli yacht, e molti dei residenti abituali deploravano l'enorme afflusso di "hippie" e "freak". Ciò portò all'introduzione di sezioni nelle norme legislative regionali volte a controllare ulteriori grandi raduni notturni. L'affitto di qualche acro di terreno agricolo idoneo per ospitare un festival musicale era stato in passato una semplice questione commerciale tra i promotori e un agricoltore locale, ma nel 1970 la questione era diventata soggetta all'approvazione di diverse commissioni del consiglio locale, fortemente influenzate dalle associazioni di residenti contrarie al festival. A seguito di questo scrutinio pubblico, la sede ideale preferita per il terzo Festival fu bloccata e i promotori alla fine non ebbero altra scelta che accettare l'unica sede offerta dalle autorità: East Afton Farm, Afton Down. Una conseguenza indesiderata di questa scelta di location fu che, essendo dominata da una grande collina, un numero significativo di persone poté assistere gratuitamente allo svolgimento dell'evento.

## Esibizioni

### Mercoledì 26
- Judas Jump: Gruppo progressive rock con Andy Bown e Henry Spinetti dei The Herd e Allan Jones degli Amen Corner.[5]
- Kathy Smith: Una cantautrice californiana, sotto contratto con l'etichetta Stormy Forest di Richie Havens; fu ben accolta.[6]
- Rosalie Sorrels: Un'altra musicista folk, accompagnata da David Bromberg alla chitarra.
- David Bromberg: Bromberg non era in cartellone, ma si esibì ugualmente. Mr. Bojangles fu inclusa nell'album The First Great Rock Festivals of the Seventies.
- Kris Kristofferson: Fu protagonista di un'esibizione controversa. A causa della scarsa qualità dell'audio, il pubblico non riuscì a sentire la sua performance e sembrò che lo stessero prendendo in giro. Alla fine venne fischiato e fatto uscire dal palco perché il pubblico non riusciva a sentire bene la sua canzone Blame It on the Stones e alcuni membri ignoranti del pubblico pensarono che stesse criticando i Rolling Stones e l'intero movimento giovanile. «È stato un disastro totale», ricordò Kristofferson. «Ci odiavano e basta. Odiavano tutto. Ci fischiavano, Joni Mitchell, Joan Baez, Sly Stone; tiravano merda a Jimi Hendrix. A fine serata, abbattevano i muri esterni, davano fuoco a tutto, bruciavano le tende, gridavano oscenità. Non era pace e amore».[7]
- Mighty Baby: Gruppo rock psichedelico.

### Giovedì 27
- Gary Farr: Il fratello del promotore del festival Rikki Farr, Gary, era stato il frontman dei T-Bones, un gruppo R&B con Keith Emerson alle tastiere. All'epoca, diventato un artista solista, aveva pubblicato il suo secondo album, Strange Fruit, su etichetta CBS Records.[8]
- Supertramp: Il loro omonimo album di debutto era stato pubblicato un mese prima del festival.
- Andy Roberts' Everyone.
- Ray Owen: Ex-cantante dei Juicy Lucy.
- Howl: Band hard-rock scozzese precedentemente conosciuta come The Stoics, con Frankie Miller.[9]
- Black Widow: Un gruppo musicale britannico che aveva scritto canzoni sull'adorazione di Satana nel suo LP di debutto del 1970, Sacrifice.
- Groundhogs: Gruppo blues rock britannico.
- Terry Reid: Il cantante inglese si esibì insieme a David Lindley.
- Gilberto Gil e Caetano Veloso.
- Gracious!: Gruppo musicale progressive rock.

### Venerdì 28
- Fairfield Parlour: Avevano inciso il singolo Let The World Wash In, pubblicato a nome I Luv Wight, che speravano sarebbe diventata la sigla del festival. Avevano anche precedentemente registrato come Kaleidoscope.
- Arrival: Il loro set incluse una canzone di Leonard Cohen.
- Lighthouse: Questo gruppo canadese eseguì due set al festival.
- Taste: Il chitarrista Rory Gallagher fece parte di un trio blues dal 1966 al 1970. Questo fu uno dei loro ultimi concerti ad essere filmato e registrato. Il loro set incluse What's Going On e Gambling Blues.
- Tony Joe White: Eseguì alcuni successi tra i quali Polk Salad Annie; il suo batterista era Cozy Powell.
- Chicago: La loro esibizione incluse 25 or 6 to 4, Beginnings e I'm a Man.
- Family: Il loro set incluse The Weaver's Answer, che era diventata la loro canzone simbolo.
- Procol Harum: Il frontman Gary Brooker commentò che era una serata molto fredda.
- The Voices of East Harlem: Un coro scolastico di bambini di Harlem, New York. La loro esibizione fu molto applaudita.
- Cactus: Due tracce da loro eseguite, furono incluse nell'LP The First Great Rock Festivals of the Seventies.

### Sabato 29

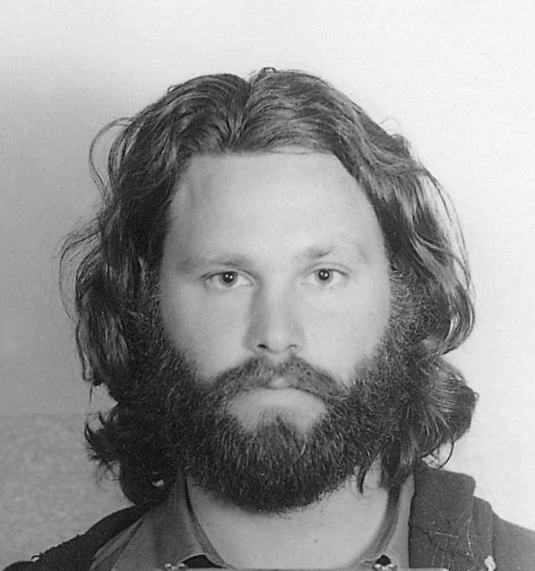
All'epoca dell'esibizione dei Doors all'Isola di Wight, Jim Morrison era ancora in attesa del verdetto relativo all'incidente di Miami del 1º marzo del 1969, quando fu accusato di aver assunto atteggiamenti osceni durante un concerto

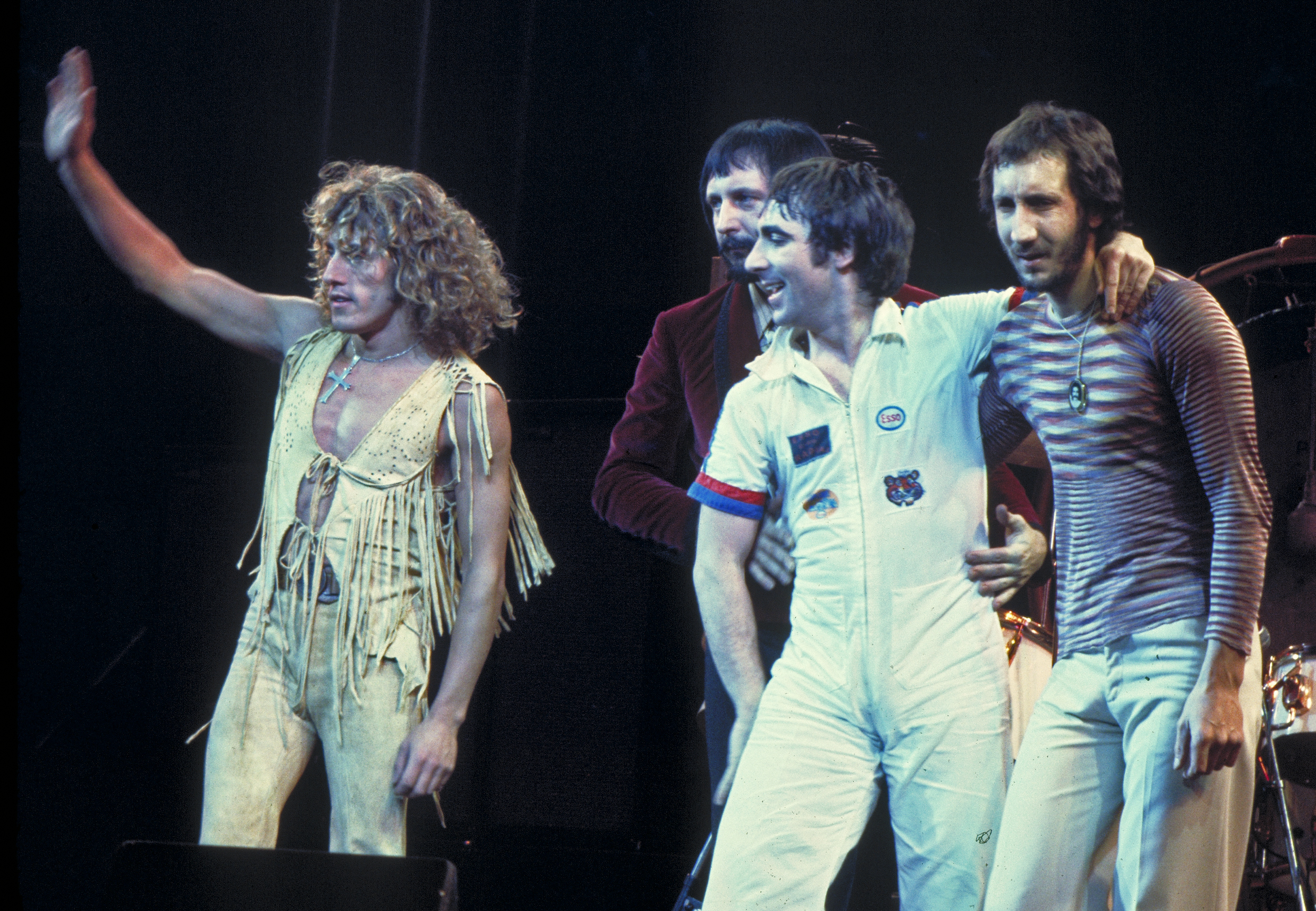
Gli Who nel 1975. Da sinistra, Roger Daltrey, John Entwistle, Keith Moon e Pete Townshend

- John Sebastian: Eseguì un set di 80 minuti, durante il quale il chitarrista dei Lovin' Spoonful Zal Yanovsky fece un'apparizione a sorpresa.
- Shawn Phillips: Questo musicista folk americano eseguì un set solista improvvisato dopo John Sebastian.
- Lighthouse: Secondo set.
- Joni Mitchell: Fece un'esibizione controversa; dopo avere eseguito la sua canzone Woodstock, un hippie di nome Yogi Joe la interruppe salendo sul palco per parlare delle persone presenti al festival in un accampamento costruito con balle di paglia noto come "Desolation Row". Si trattava di un campeggio di gente che voleva entrare gratis ad ogni costo e aveva scoperto che avevano eretto delle recinzioni. Quando Joe fu portato via dal manager di Joni, il pubblico iniziò a fischiare finché Mitchell non interruppe il suo set per rimproverare il pubblico e fare in lacrime un appello emotivo a "dare agli artisti un po' di rispetto".[10] Contrariamente alla credenza popolare, Joe non era l'uomo che si lamentava di un "campo di concentramento psichedelico". Quello fu un altro incidente avvenuto il giorno precedente. Quando il pubblico si calmò, Mitchell chiuse il suo set con Both Sides, Now e poi tornò sul palco per un bis cantando altre due canzoni per il pubblico riconoscente.
- Tiny Tim: La sua versione di There'll Always Be an England fu inclusa nel film Message to Love.
- Miles Davis: La sua esecuzione di Call It Anythin' fu inclusa nell'album The First Great Rock Festivals of the Seventies. In realtà non si trattava di un vero e proprio pezzo, ma di una jam session di Davis e compagni che, appoggiandosi a diverse canzoni di Bitches Brew e In a Silent Way, si lanciarono in un'improvvisazione jazz rock. Quando, alla fine della performance, un fan gli chiese cosa avesse suonato, Miles borbottò: «Call it anything» ("chiamalo come vuoi").
- Ten Years After: I rocker blues britannici eseguirono quella che fu fondamentalmente una ripresa del loro famoso set di Woodstock. Tra i brani suonati ci furono I'm Going Home e I Can't Keep From Crying Sometimes, poi inseriti sia nell'album The First Great Rock Festivals of the Seventies sia nel film Message to Love.
- Emerson, Lake & Palmer: Questo fu il loro secondo concerto in assoluto. L'esibizione, della durata di circa un'ora, consiste in sole 5 tracce. Nel 1997 il loro set è stato pubblicato nel CD Live at the Isle of Wight Festival 1970.
- The Doors: Il loro set fu quasi avvolto nell'oscurità a causa della riluttanza di Jim Morrison ad avere i riflettori puntati sulla band nei film. Le loro esecuzioni di The End e When the Music's Over furono incluse nel film Message to Love. Un mese dopo questa esibizione il cantante sarebbe stato condannato a sei mesi di carcere per gli incidenti di un concerto a Miami dove era stato accusato di atti osceni in luogo pubblico. Qui, però, Morrison si comportò perfettamente, cantò dignitosamente ma sembrò un po' assente. Raccontò in seguito Ray Manzarek: «Suonammo con una furia controllata e Jim era in ottima forma vocale. Cantava ma non muoveva un muscolo. Dioniso era stato incatenato». Come descritto nella biografia di Morrison, Nessuno uscirà vivo di qui, vento, brutto tempo, e il freddo resero la loro esibizione ancora più dura. Si trattò dell'ultima apparizione pubblica del gruppo nella formazione originale fuori dagli Stati Uniti e del loro ultimo concerto filmato.[11] Nel 2018 la loro esibizione integrale è stata pubblicata in Live at the Isle of Wight Festival 1970 in formato CD/DVD e CD/Blu-ray.
- The Who: Il loro intenso set di quasi due ore, inclusa la rock opera Tommy, fu pubblicato nel 1996 nel CD Live at the Isle of Wight Festival 1970. Era la seconda volta che il gruppo si esibiva al festival e ricevette un'accoglienza straordinaria.
- Melanie: Suonò al sorgere del sole. Prima del suo set, Keith Moon degli Who le offrì un po' di sostegno morale ed incoraggiamento. Solo dopo aver cantato, Melanie si rese conto di chi fosse l'incoraggiatore.
- Sly and the Family Stone: La band si esibì davanti a un pubblico stanco ed insonnolito nelle prime ore di sabato. Tuttavia, il pubblico si scosse in occasione di infuocate versioni di I Want to Take You Higher, Dance to the Music e Thank You (Falettinme Be Mice Elf Agin), che videro Sly alla chitarra. Prima dei bis, un altro militante politico decise che era ora di fare un discorso e il pubblico, incredulo, iniziò a lanciare lattine di birra sul palco. Freddie Stone fu colpito da una lattina e Sly, infuriato, decise di scendere dal palco. Promise una seconda apparizione, che però non ebbe mai luogo.

### Domenica 30

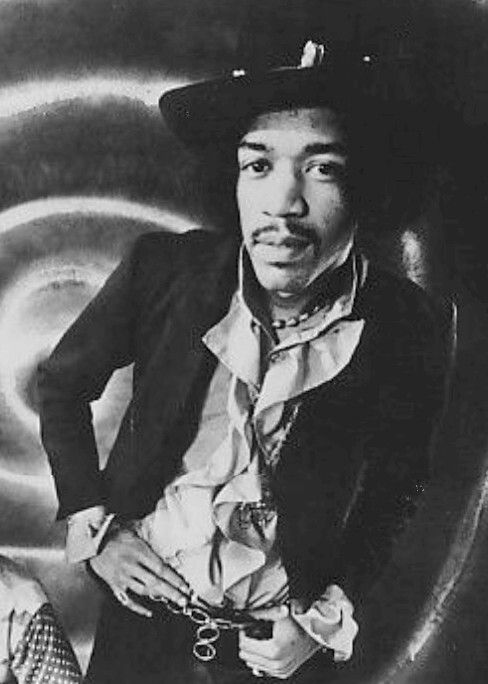
Jimi Hendrix nel 1968

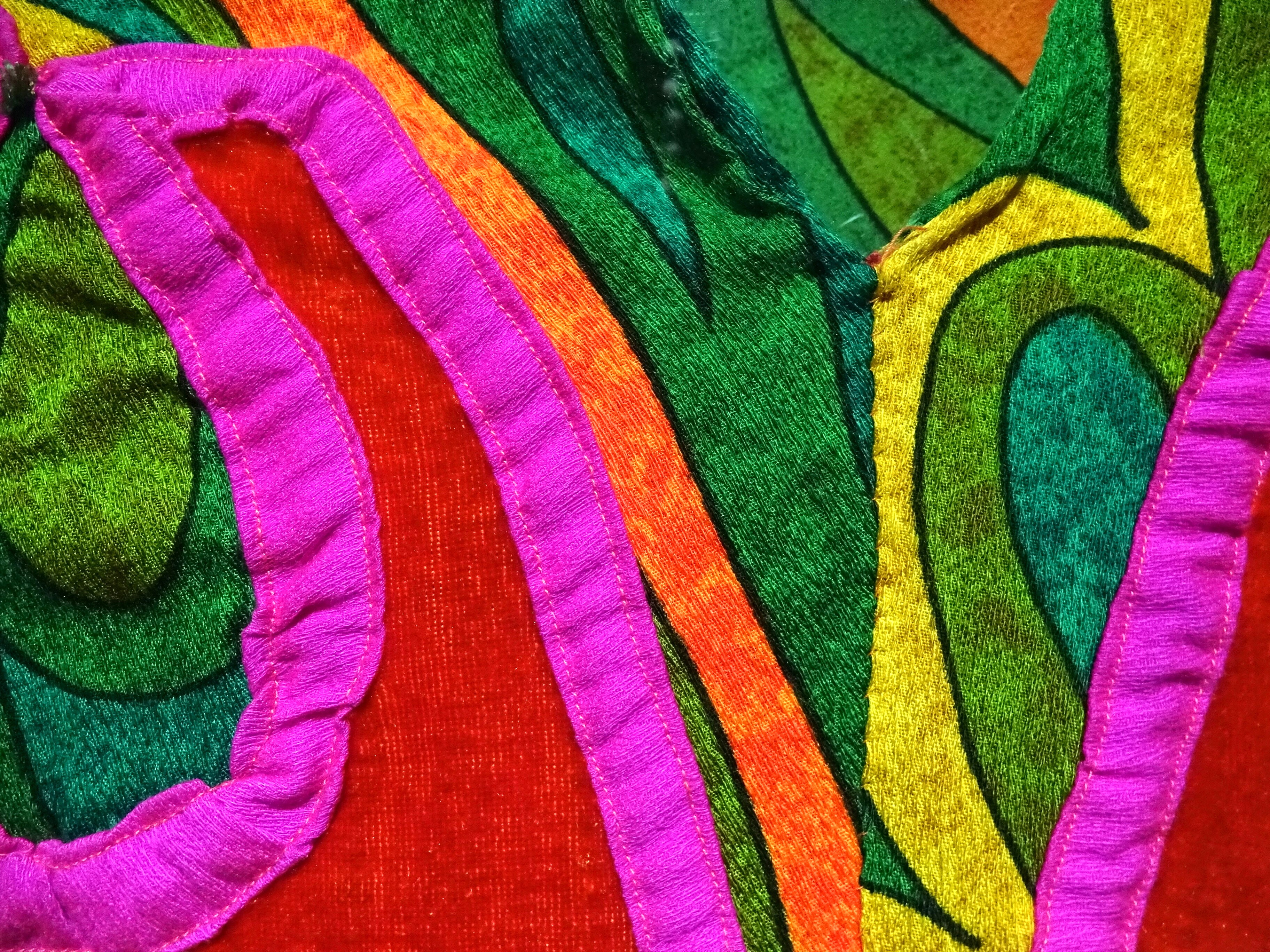
Particolare del vestito indossato da Hendrix per la sua esibizione al festival di Wight

- Good News: Duo acustico statunitense formato da Larry Gold al violoncello e Michael Bacon alla chitarra.
- Kris Kristofferson: Secondo set. In occasione della sua seconda esibizione questa volta fu accolto calorosamente. Salì sul palco con una band più numerosa e scherzò un po' con il pubblico: «Beh, sono tornato ma questa volta mi sono portato le guardie del corpo!»
- Ralph McTell: Nonostante l'accoglienza entusiastica da parte del pubblico, non fece nessun bis e il palco fu sgomberato per Donovan.
- Heaven: Gruppo rock britannico influenzato dal jazz. Rikki Farr era il loro manager.
- Free: Il loro set incluse Ride on a Pony, Mr. Big, Woman, The Stealer, Be My Friend, Fire and Water, I'm a Mover, The Hunter, All Right Now, e fu chiuso da una cover di Crossroads di Robert Johnson.
- Donovan: Eseguì prima un set acustico e poi un set elettrico con la sua band Open Road.
- Pentangle: Gruppo folk britannico. Una donna tedesca interruppe il loro concerto per rivolgere un messaggio politico al pubblico.
- The Moody Blues: La loro esecuzione di Nights in White Satin fu inclusa nel film Message to Love. Nel 2008 l'intera esibizione è stata pubblicata in Live at the Isle of Wight Festival 1970.
- Jethro Tull: Il loro set è incluso in Nothing Is Easy: Live at the Isle of Wight 1970 e nel relativo video che mostra anche scontri tra il manager della band e i promotori dell'evento. La loro performance li portò a nuove vette di popolarità.
- Jimi Hendrix: Si esibì nelle prime ore del 31 agosto insieme a Mitch Mitchell alla batteria e Billy Cox al basso. Anche se la sua esibizione venne funestata da vari problemi tecnici (durante Machine Gun le radio del personale di sicurezza si sentono chiaramente attraverso l'amplificatore di Hendrix), fu una delle più memorabili del festival.[12] Il set è stato pubblicato in CD e video in varie forme: Isle of Wight (1971), Live at Isle of Wight (1991), Blue Wild Angel: Live at the Isle of Wight (2002). Power to Love, Midnight Lightning e Foxy Lady furono inserite nell'album The First Great Rock Festivals of the Seventies. Questa fu una delle ultime esibizioni di Hendrix. Meno di 20 giorni dopo lo trovarono morto a Londra.
- Joan Baez: La sua versione di Let It Be dei Beatles fu inclusa nel film Message to Love.
- Leonard Cohen: Supportato dalla sua band Army, Cohen salì sul palco alle 4 del mattino circa. Il suo secondo album, Songs from a Room, era diventato un successo inaspettato nel Regno Unito. Aveva già 35 anni all'epoca, il doppio dell'età della maggior parte degli spettatori del festival, il suo successo o meno non gli importava molto, così andò lì con la sua piccola band e fece un concerto memorabile. L'esecuzione di Suzanne venne inclusa nel film Message to Love. Tonight Will Be Fine fu inserita nell'album The First Great Rock Festivals of the Seventies. Nel 2009 la sua performance audio e video (in formato DVD e Blu-ray) è stata pubblicata nel CD Live at the Isle of Wight 1970 in versione integrale.
- Richie Havens: Il musicista che aveva aperto Woodstock chiuse questo festival con la sua esibizione nella mattina del 31 agosto. Quando Havens suonò la sua versione di Here Comes the Sun, un'alba nuvolosa spuntò dopo quattro giorni di cielo senza nuvole, quindi cambiò il testo in Here Comes the "Dawn". Havens suonò anche Maggie's Farm di Bob Dylan, Freedom, Minstrel from Gault e il mantra degli Hare Krishna.

## Film

### Message to Love: The Isle of Wight Festival
Tutte le esibizioni del festival furono filmate professionalmente dal regista pluripremiato Murray Lerner. con l'idea di realizzare un documentario, ma a causa di difficoltà finanziarie, non venne pubblicato nulla fino a 27 anni dopo l'evento. Alla fine, Lerner distillò il materiale del festival nel film Message to Love: The Isle of Wight Festival presentato al San Jose Film Festival nel 1995. Il film mette in luce in modo negativo l'evento del 1970 inserendo riprese di violenti incidenti che hanno preceduto il festival stesso. Tuttavia, il capo della polizia dell'Hampshire, Sir Douglas Osmond, sottolineò la natura pacifica dell'evento nella sua testimonianza resa al Rapporto Stevenson del 1971 (presentata al Parlamento come prova a favore dei futuri Festival dell'Isola di Wight). Alla fine del festival, i rappresentanti della stampa erano quasi alla disperata ricerca di materiale e sembravano un po' delusi dal comportamento così educato dei partecipanti.